# リバースアカデミー師友塾
リバースアカデミー師友塾（リバースアカデミーしゆうじゅく）とは、かつて兵庫県神戸市東灘区で運営されていた不登校児・高等学校中途退学生を受け入れる私塾である。略称は「師友塾」。広島県尾道市にある師友塾高等学校（広域通信制・単位制）も運営していた。

## 沿革
- 1975年、兵庫県神戸市御影に創設。
- 1986年、師友塾大阪校開校。
- 1997年、師友塾ハートケアフレンドセンター開設。
- 2001年、師友塾東京校開校。
- 2002年、大学受験予備校「師友塾プレップスクール」開校。
- 2005年、淡路島に師友塾「チューリップの館」開校。
- 2006年、師友塾神戸校と大阪校が合体、東京校新校舎移転。
- 2008年、広島県尾道市に「師友塾高等学校」開校。
- 2017年、3月 - 師友塾高等学校が閉校。

## キャンパス情報
神戸本校：高校・高卒認定・大学受験の勉強の他、高体連加盟済みのテニス部や卓球部がある、ダンス、ボイストレーニング、ギターなど多彩なクラスを開講していた。
東京校：学科の勉強の他、プロから本格的なレッスンを受けられるミュージック、アートのクラスもあった。

## ジュニアコース
学校に行けない、行きづらい小学生、中学生のためのコースであった。学校側と連携し、今後の進路や学校復帰後の対応などを相談する。教育委員会や学校側の許可があれば、塾に通うことで学校の出席日数も取ることができる。

## 高校卒業コース
通信制高校・師友塾高等学校に入学し、高校卒業資格取得を目指すコースであった。
レポート提出やスクーリング参加、テストなどの勉強や卒業後の進路は、高校の先生と連携をとる。

## 高卒認定コース
高卒認定試験完全合格をサポートする。

## プレップスクール
大学受験予備校

## 合宿
師友塾は合宿が盛んにあった。
- 4月　春のオリエンテーション合宿［1泊2日］
- 7月　北海道夏期合宿  [3週間]
- 9月　秋のオリエンテーション合宿［1泊2日］
- 10月　スポーツ合宿  [2泊3日]
- 10月   越前告白合宿 (前半) ［3泊4日］
- 11月   越前告白合宿 (後半) ［2泊3日］
- 12月　こんちきしょう合宿 (前半)   [2泊3       日］
- 12月   こんちきしょう合宿 (後半)   [2泊3日]
- 2月　リトリート•スクール•イン北海道[34泊35日]
- 3月　ブーツ•キャンプ　［2泊3日］
- 3月   スポーツ合宿  [2泊3日]

## ヒューマニティーセミナー
大越塾長自ら塾生やその親のために、「なぜ不登校するのか」をテーマにセミナーを行う。神戸本校では毎週木曜日、東京校と師友塾高等学校（尾道）では毎月1回行われていた。このセミナーを受講することにより、不登校をして元気を無くした子供が、奇跡的に元気を取り戻すことが少なくなかった。
＜メインテーマ＞
1. 「なぜ学校に行けなくなったのか」「無気力になったのか」を考える。
2. 「どのようにしたら元気を取り戻せるのか」を考える。

## 卒業後の進路
国公私立大・短大・専門学校に進学の他、姉妹機関で留学準備コースに進み米国の大学に進学する卒業生もいた。師友塾の卒業生の数は7500人以上である。

## 主な著名出身者
坂元大輔　日本維新の会所属衆議院議員